# Pied-de-Borne
Pied-de-Borne este o comună în departamentul Lozère din sudul Franței. În 2009 avea o populație de 216 de locuitori.

## Evoluția populației
| An        | 1975 | 1982 | 1990 | 1999 | 2006 | 2009 |
| --------- | ---- | ---- | ---- | ---- | ---- | ---- |
| Populație | 278  | 246  | 207  | 197  | 208  | 216  |